# Villarreal CF
Villarreal Club de Fútbol, S.A.D. (tiếng Valencia: Vila-real Club de Futbol, S.A.D.), thường được viết tắt là Villarreal CF hoặc chỉ đơn giản là Villarreal, là một câu lạc bộ bóng đá chuyên nghiệp của Tây Ban Nha có trụ sở tại Villarreal, cộng đồng tự trị Valencia. Câu lạc bộ hiện đang chơi tại La Liga, giải vô địch quốc gia hàng đầu Tây Ban Nha.
Được thành lập vào năm 1923, câu lạc bộ đã trải qua phần lớn lịch sử của mình ở các giải hạng dưới của hệ thống bóng đá Tây Ban Nha và chỉ mới lên hạng tại La Liga vào năm 1998. Trong thế kỷ 21, Villarreal liên tục trụ hạng La Liga thành công và lần đầu tiên tham dự UEFA Champions League vào năm 2005. Câu lạc bộ cũng thi đấu tại UEFA Europa League, nhưng vắng bóng vào năm 2012. Ngày 26/05/2021 Villarreal giành được danh hiệu châu Âu đầu tiên của mình sau khi đánh bại Manchester United trong trận chung kết Europa League 2021 ở loạt sút luân lưu với tỷ số 11–10, sau khi bất phân thắng bại 1–1 trong thời gian thi đấu chính thức.
Villarreal có biệt danh là El Submarí Groguet hoặc El Submarino Amarillo (Tàu ngầm vàng) do màu áo truyền thống của họ có màu vàng, là đội bóng tầm trung, có vị thế kém hơn tại Tây Ban Nha khi so sánh với những gã khổng lồ như Real Madrid, Barcelona, Atlético Madrid, Sevilla hay đối thủ cùng quê hương là CLB Valencia. Villarreal chơi các trận sân nhà tại sân vận động La Cerámica. Với danh hiệu vô địch Europa League 2020–21, Villareal được coi là ví dụ về một câu lạc bộ nhỏ nhưng thành công. Họ được góp mặt tại đấu trường cao nhất châu Âu Champions League mùa giải 2021–2022 mặc dù chỉ cán mốc ở vị trí thứ 7 tại giải quốc nội mùa giải 2020–21.

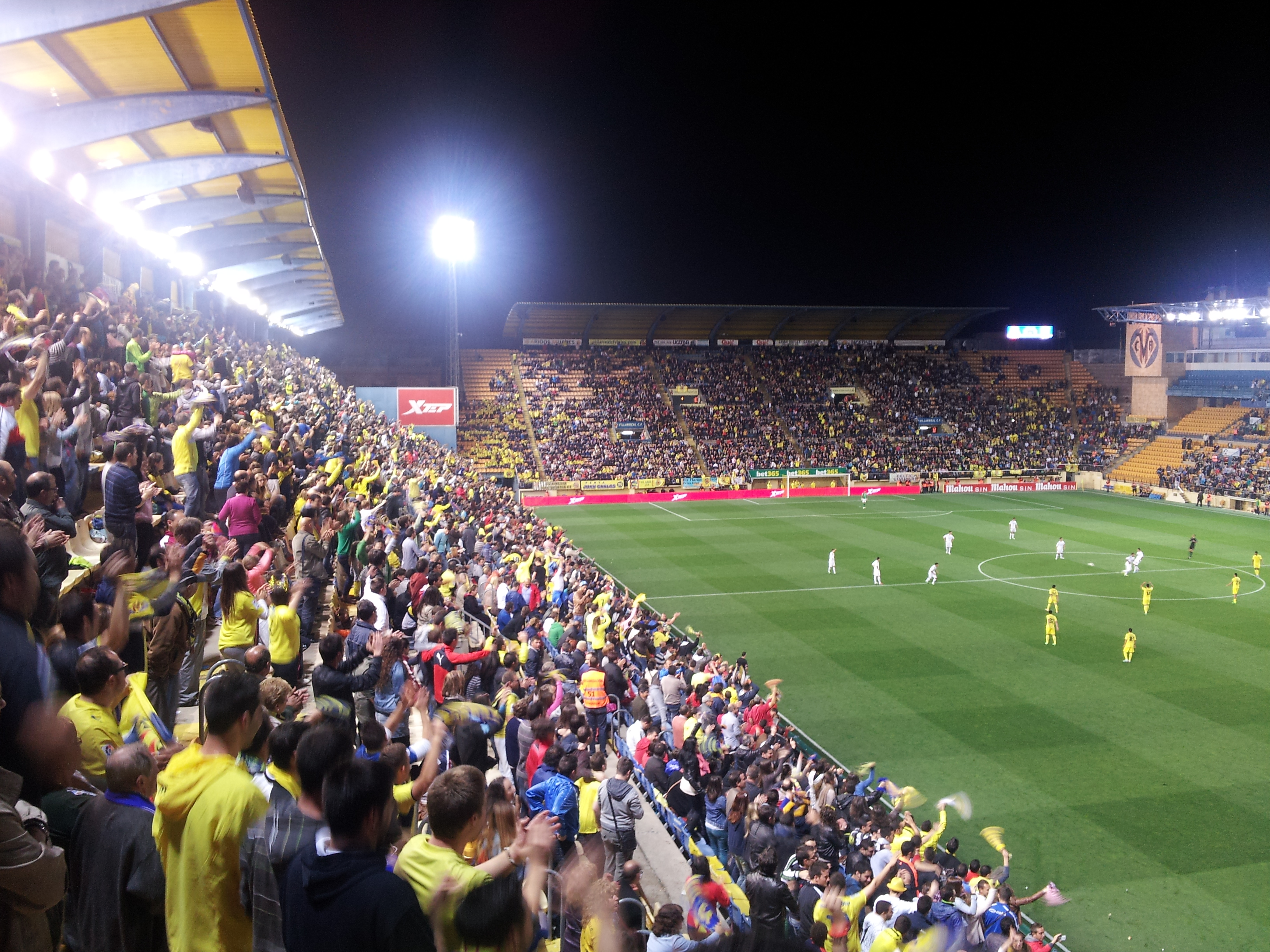
Một trận đấu của Villarreal tại sân nhà Cerámica

## Lịch sử

### 1923–29: Những năm đầu
Villarreal CF được thành lập với tên gọi Club Deportivo Villarreal vào ngày 10 tháng 3 năm 1923. Sân vận động được thuê với giá 60 pesetas một tháng và giá vé là 1/2 peseta cho nam giới và 1/4 peseta cho trẻ em. Phụ nữ được vào cửa miễn phí. Vào ngày 17 tháng 6 năm 1923, CLB Castellón, một đối thủ địa phương của Villarreal, đã chơi trận đầu tiên với đội mang tên Miguel de Cervantes. Vào ngày 21 tháng 10 năm đó, Villarreal đã chơi trận đầu tiên của họ với Castellón. Villarreal ra sân với một bộ áo thun trắng và quần đùi đen, màu sắc trên logo đầu tiên của câu lạc bộ.

### 1929–98: Chơi các giải hạng thấp
Villarreal tham gia các giải đấu cấp khu vực trong hệ thống bóng đá Tây Ban Nha từ năm 1929 đến năm 1930 trở đi. Mùa giải 1934–35 đội để thua CLB Cartagena trong cuộc đấu tranh suất thăng hạng lên Giải hạng Hai Tây Ban Nha. Mùa giải tiếp theo chứng kiến Villarreal giành chức vô địch Giải hạng nhất của khu vực trước khi cuộc Nội chiến Tây Ban Nha bùng nổ.
Khi chiến tranh kết thúc vào năm 1939, câu lạc bộ quay lại chơi ở giải hạng Nhì khu vực. Tuy nhiên, Club Deportivo Villarreal đã bị giải thể vào đầu những năm 1940, và tái cơ cấu vào năm 1942, dưới tên gọi mới CA Foghetecaz, từ viết tắt của những người sáng lập câu lạc bộ (Font, Gil, Herrero, Teuler, Catalá và Zaragoza). Năm 1946, CA Foghetecaz gia nhập Liên đoàn bóng đá cộng đồng tự trị Valencia và đổi tên thành CAF Villarreal, với F là viết tắt của Foghetecaz.
Tên của câu lạc bộ lại đổi thành Villarreal CF như hiện tại vào năm 1954, với sự thay đổi logo. Villareal đứng thứ bảy và sau đó là thứ tư hai lần ở giải hạng Nhất khu vực trước khi được thăng hạng lên Tercera Liga (hạng Ba Toàn quốc) với tư cách là nhà vô địch vào năm 1956. Họ bị xuống hạng vào năm 1960–61 sau khi xếp thứ 14.
Câu lạc bộ đã chuyển qua biểu trưng hiện tại của họ vào giữa năm 1966. Vào năm 1966–67, Villarreal trở lại Tercera với tư cách là nhà vô địch. Năm 1970, họ đã lên được giải hạng hai quốc gia (Segunda) lần đầu tiên. Sau khi suýt xuống hạng ở mùa giải đầu tiên, họ đã xuống hạng ở mùa giải tiếp theo. Vào năm 1975–76, họ bị xuống hạng từ Tercera xuống cấp Khu vực, nhưng lại được thăng hạng trở lại vào mùa giải tiếp theo. Năm 1986–87, Villarreal được thăng hạng lên giải Segunda Liga B. Năm 1990, họ đứng thứ 18 và bị xuống hạng, trở lại Tercera.
Villareal đã thăng tiến liên tiếp khi câu lạc bộ trở lại Segunda B và đứng thứ hai, lần đầu tiên được thăng hạng lên Segunda A. Từ năm 1992 đến 1993, Villarreal thường ở vị trí thấp hoặc trung bình, nhưng đã lọt vào vòng play-off 1997–98 với vị trí thứ 4 chung cuộc. Trận play-off này gồm hai trận gặp Compostela. Villarreal đã hòa trận lượt đi với tỷ số 0–0, nhưng trận lượt về trên sân nhà của đội bóng xứ Galicia lại có tỷ số hòa 1-1, do đó Villarreal được thăng hạng nhờ luật bàn thắng sân khách.

### 1998 - 2012: Tham gia đấu trường châu Âu
Sau khi về đích ở vị trí thứ 7 mùa giải sau đó, Villarreal đứng ở vị trí giữa bảng xếp hạng trong 2 mùa giải trước khi đánh bại SC Heerenveen ở trận chung kết để vô địch cúp châu Âu lần đầu tiên, cúp Intertoto vào mùa hè 2003, do đó có một suất dự vòng sơ loại cúp UEFA. Ở mùa giải 2003-04, Villarreal vào tới bán kết cúp UEFA, sau đó thua đội bóng đồng hương Valencia CF. Tuy nhiên, mùa hè đó họ lại vô địch cúp Intertoto, và được vào vòng sơ loại cúp UEFA, giải đấu mà họ vào tới tứ kết. Họ bị loại sau khi thua đội bóng Hà Lan AZ Alkaamar với tổng tỉ số 3-2. Cũng trong mùa giải 2004-05, Villarreal về đích ở vị trí thứ 3 ở La Liga, và có một suất dự vòng sơ loại cúp C1.
Mùa giải 2005-06 đội bóng đã gặt hái được những thành công ở châu Âu sau màn trình diễn ở cúp C1. Ở vòng loại, Villarreal đánh bại Everton của Anh với tổng tỉ số 4-2. Ở vòng bảng, Villarreal ở cùng bảng với S.L. Benfica, OSC Lille và Manchester United. Villarreal đi tiếp nhờ thành tích bất bại tại vòng bảng với 2 chiến thắng cùng 4 trận hoà, bao gồm 2 trận hoà không bàn thắng với MU. Đội bóng tiếp tục giành vé vào tứ kết sau khi đánh bại đội bóng Scotland Rangers theo luật bàn thắng sân khách.
CLB phải chạm trán gã khổng lồ nước Ý Inter Milan ở tứ kết. Lượt đi diễn ra vào 29 tháng 3 năm 2006 và Villarreal đã thua 2-1 mặc dù Diego Forlan mở tỉ số ở ngay phút đầu tiên. Tuy nhiên, khi trở lại sân nhà, Villarreal đã giành chiến thắng 1-0 và được vào bán kết theo luật bàn thắng sân khách. Ở bán kết, Villarreal thua Arsenal với tổng tỉ số 1-0 và ở trận lượt về thủ thành của Arsenal là Jens Lehmann đã cản phá thành công cú đá penalty ở phút cuối cùng của Juan Roman Riquelme. Villarreal đã chiêu mộ Robert Pirès ở mùa hè sau đó. Anh hiện vẫn đang chơi ở đây dù cho có một thời gian dài bị chấn thương. Mùa giải 2006-07 khởi đầu rất tệ với Tàu ngầm vàng nhưng họ vẫn được thi đấu ở cúp UEFA sau 8 trận thắng liên tiếp. Đội bóng từng chỉ đứng thứ 13 sau 30 vòng ở La Liga, nhưng họ đã leo lên vị trí thứ năm vào cuối mùa.
Đội bóng được vào thẳng vòng bảng cúp C1 châu Âu 2008-09, nhờ về đích ở vị trí thứ 2 mùa giải trước đó. Họ phải đối đầu Manchester United, ở trận đấu thứ 2, họ phải đối đầu Celtic và Aalborg BK. Họ có một sự khởi đầu thành công với trận hoà không bàn thắng trên sân Old Trafford của MU. Họ có trận thắng đầu tiên vào ngày 30 tháng 9 sau khi đánh bại Celtic của Gordon Strachan 1-0 ở sân nhà sau cú đá phạt của Marcos Senna. Vào ngày 21 tháng 10, họ thắng 6-3 trước Aalborg. Đội bóng Tây Ban Nha sau đó được vào vòng đấu loại trực tiếp nhờ trận hoà 2-2 với Aalborg trên sân khác và một trận hoà không bàn thắng nữa với đội bóng đến từ Lanchastria và ở trận đấu cuối cùng của vòng bảng, họ thua trước đội bóng đã chắc chắn bị loại là Celtic.
Ở vòng loại trực tiếp, họ đối đầu Panathinaikos, đội bóng sau đó đã cầm hoà Villarreal 1-1 ở sân khách, nhưng lại thua 1-2 ở Athens. Villarreal được vào vòng tứ kết lần thứ 2 trong 2 mùa giải, và một lần nữa lại phải chạm trán Arsenal. Trận đầu tiên đã kết thúc với tỉ số hoà 1-1 sau các bàn thắng của Marcos Senna và Emmanuel Adebayor. Nhưng ở trận lượt về Tàu ngầm vàng đã thua 3-0.
Ở mùa giải 2009-10, Villarreal có suất dự UEFA Europa League, sau khi đánh bại NAC Breda với tổng tỉ số 2-9. Họ cùng bảng với Levski Sofia, đội bóng họ đã đánh bại 1-0 trong trận đầu tiên, cùng Lazio cùng Red Bull Salzburg. Họ về đích ở vị trí thứ 2, sau Red Bull Salzburg. Villarreal sẽ gặp VfL Wolfsburg ở vòng 32 đội.
Ở mùa giải 2010-11, Villarreal xuất sắc lọt vào bán kết UEFA Europa League và đứng thứ 4 tại giải quốc nội La Liga.

#### Xuống hạng
Mùa giải 2011-12, Villarreal thi đấu không tốt, với khởi đầu rất tệ khi thua Barcelona 0-5, ở cúp nhà vua, họ thất thủ trước Mirandes, đối thủ thấp hơn họ những hai hạng đấu, ở La Liga, họ thi đấu tệ hại, vòng cuối gặp Atlético Madrid, chỉ cần họ giành được một điểm là sẽ chính thức trụ hạng, nhưng vào những phút cuối của trận đấu, Falcao đã ghi bàn giúp Atlético Madrid giành 3 điểm, còn Villarreal chính thức xuống hạng sau 13 năm gắn bó.
Villarreal có khởi đầu không đến nỗi nào ở Segunda División, tuy nhiên vào giữa mùa họ thì đấu sa sút và rơi xuống vị trí thứ 7, Júlio Velázquez bị sa thải, người thay thế ông là Marcelino García Toral.

#### Trở lại La Liga

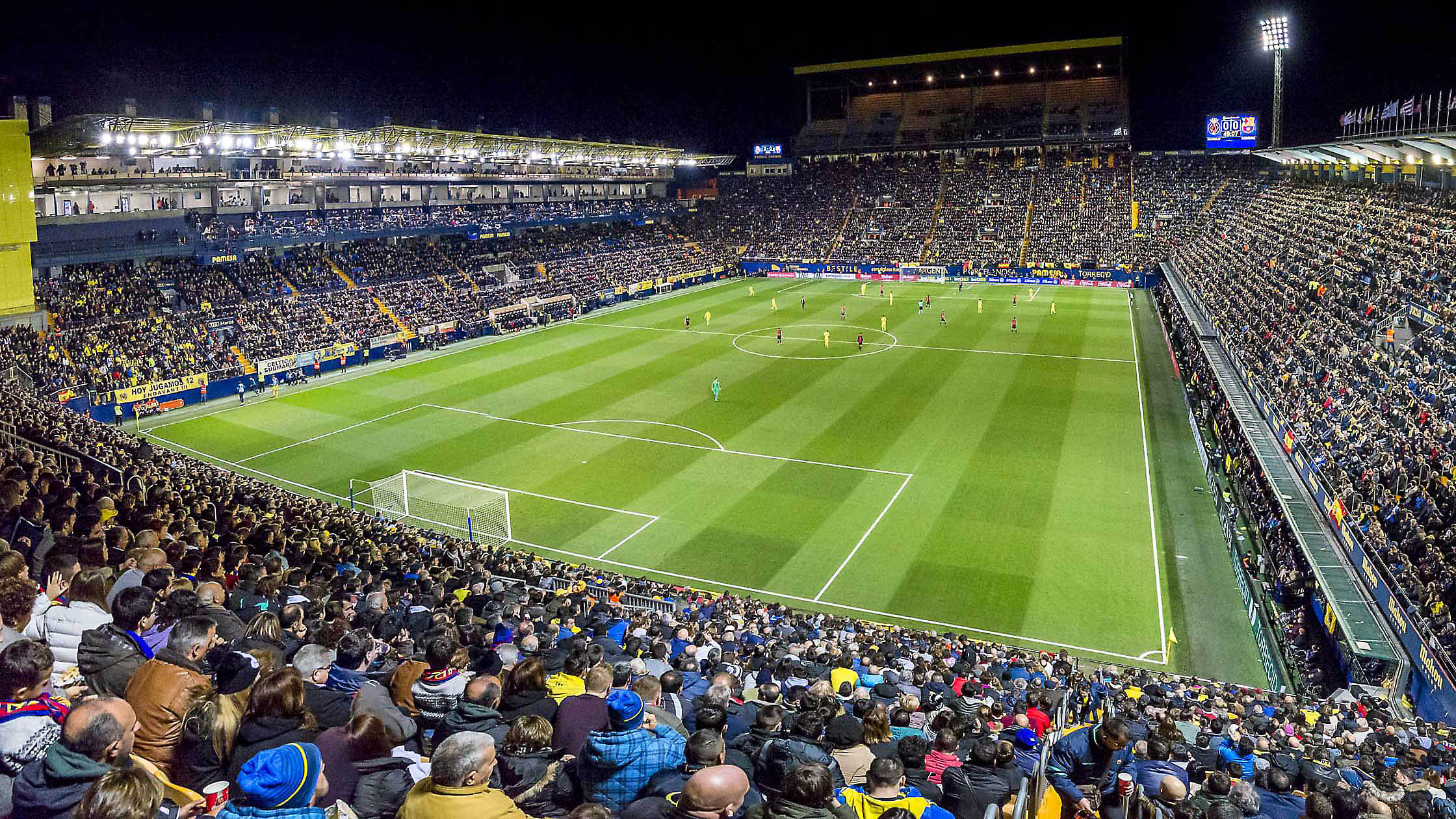
Sân nhà Estadio de la Ceramica của CLB

Ở mùa giải 2013/14, với lực lượng không được đánh giá cao, chỉ có tài năng "không bao giờ lớn" Giovani Dos Santos là bản hợp đồng đáng chú ý, Villarreal vẫn luôn nằm trong tốp đầu và kết thúc La Liga ở vị trí thứ 6, đồng nghĩa với một suất dự UEFA Europa League, đấu trường mà họ đã vào bán kết 2 lần vào các mùa 2003/04 và 2010/11. Đó là thành công lớn trong ngày trở lại của chiếc Tàu ngầm Vàng mới, trẻ trung, ổn định hơn.
Sang mùa giải kế tiếp, Ban lãnh đạo mang về những tài năng năng trẻ: Jonathan Dos Santos, Denis Cheryshev, đặc biệt là tài năng trẻ Argentina Luciano Vietto để đảm bảo chiều sâu đội hình, giúp Villarreal có thể căng sức thi đấu trên 3 mặt trận mà không lặp lại vết xe đổ trước đó.
Mùa giải 2015/2016, Villarreal thi đấu rất xuất sắc, với việc đứng thứ 4 tại La Liga vào bán kết UEFA Europa League và chỉ chịu thua trước Liverpool.
Sang mùa kế tiếp, do bất đồng với ban lãnh đạo, Marcelino García Toral bị sa thải, người thay thế ông là Fran Escribá, dù vậy, Villarreal vẫn thi đấu xuất sắc khi đứng thứ 5 tại La Liga.

### 2021: Vô địch Europa League (cúp C2) lần đầu tiên
Mùa giải 2019–20, Villarreal đứng thứ 5 tại giải Vô địch quốc gia La Liga, giành một suất tham dự UEFA Europa League 2020–21. Đội đã tiến vào trận chung kết và đánh bại Manchester United với tỷ số 11–10 trên chấm phạt đền.  Đây là chiếc cúp châu lục lớn đầu tiên mà đội giành được. Với kết quả này, Villarreal tự động giành quyền tham dự UEFA Champions League 2021–22.

## Danh hiệu

### Châu Âu
- UEFA Europa League
  - Vô địch: 2020–21

## Cầu thủ

### Đội hình hiện tại
Tính đến ngày 30/8/2024
Ghi chú: Quốc kỳ chỉ đội tuyển quốc gia được xác định rõ trong điều lệ tư cách FIFA. Các cầu thủ có thể giữ hơn một quốc tịch ngoài FIFA.
| Số | VT | Quốc gia    | Cầu thủ                                   |
| -- | -- | ----------- | ----------------------------------------- |
| 1  | TM | Brasil      | Luiz Júnior                               |
| 2  | HV | Cabo Verde  | Logan Costa                               |
| 3  | HV | Tây Ban Nha | Raúl Albiol (đội trưởng)                  |
| 4  | HV | Bờ Biển Ngà | Eric Bailly                               |
| 5  | HV | Pháp        | Willy Kambwala                            |
| 6  | TV | Tây Ban Nha | Denis Suárez                              |
| 7  | TĐ | Tây Ban Nha | Gerard Moreno (đội phó thứ 2)             |
| 8  | HV | Argentina   | Juan Foyth                                |
| 10 | TV | Tây Ban Nha | Dani Parejo                               |
| 11 | TĐ | Maroc       | Ilias Akhomach                            |
| 12 | HV | Tây Ban Nha | Juan Bernat (mượn từ Paris Saint-Germain) |
| 13 | TM | Tây Ban Nha | Diego Conde                               |

| Số | VT | Quốc gia    | Cầu thủ              |
| -- | -- | ----------- | -------------------- |
| 14 | TV | Tây Ban Nha | Santi Comesaña       |
| 15 | TĐ | Pháp        | Thierno Barry        |
| 16 | TV | Tây Ban Nha | Álex Baena (đội phó) |
| 17 | HV | Tây Ban Nha | Kiko Femenía         |
| 18 | TV | Sénégal     | Pape Gueye           |
| 19 | TĐ | Bờ Biển Ngà | Nicolas Pépé         |
| 20 | TV | Tây Ban Nha | Ramon Terrats        |
| 21 | TĐ | Tây Ban Nha | Yeremy Pino          |
| 22 | TĐ | Tây Ban Nha | Ayoze Pérez          |
| 23 | HV | Tây Ban Nha | Sergi Cardona        |
| 24 | HV | Tây Ban Nha | Alfonso Pedraza      |
| 31 | TM | Andorra     | Iker Álvarez         |

### Đội dự bị
Ghi chú: Quốc kỳ chỉ đội tuyển quốc gia được xác định rõ trong điều lệ tư cách FIFA. Các cầu thủ có thể giữ hơn một quốc tịch ngoài FIFA.
| Số | VT | Quốc gia    | Cầu thủ                      |
| -- | -- | ----------- | ---------------------------- |
| 26 | HV | Tây Ban Nha | Pau Navarro                  |
| 27 | HV | Tây Ban Nha | Arnau Solà (mượn từ Almería) |

### Cho mượn
Ghi chú: Quốc kỳ chỉ đội tuyển quốc gia được xác định rõ trong điều lệ tư cách FIFA. Các cầu thủ có thể giữ hơn một quốc tịch ngoài FIFA.
| Số | VT | Quốc gia | Cầu thủ |
| -- | -- | -------- | ------- |

## Các cựu danh thủ
- Marcos Senna
- Robert Pirès
- Javi Venta
- Cani
- Juan Román Riquelme
- Gonzalo Rodríguez
- Bruno Soriano
- Santi Cazorla
- Mario Gaspar
- Jaume Costa
- Giuseppe Rossi

## Các cựu huấn luyện viên
- Julio Raúl González (1990–1991)
- Carlos Simón Server (1991–1992)
- David Vidal (1995–1996)
- José Antonio Irulegui (1996–1999)
- Joaquín Caparrós (1999–2001)
- Víctor Muñoz (2001–2003)
- Benito Floro Sanz (2003–2004)
- Manuel Pellegrini (2004–2009)
- Ernesto Valverde (2009-2010)
- Juan Carlos Garrido (2010-2011)
- José Francisco Molina (2011-2012)
- Miguel Ángel Lotina (2012—2012)
- Júlio Velázquez (2012–2013)
- Marcelino García Toral (2013–2016)
- Fran Escribá (2016–2017)
- Javier Calleja (2017–2019)
- Luís García (2018–2019)
- Javier Calleja (2019-2020)
- Unai Emery (2020-2022)
- Quique Setién (2022-2023)
- José Rojo Martin Pacheta (2023-2023)
- Marcelino Garcia Toral (2023- )

## Linh vật (mascot)
Linh vật của CLB mang tên Groguet - "The Little Yellow" là một cái tàu ngầm nhỏ được nhân hóa.

## Các đội hình trực thuộc
Câu lạc bộ sở hữu các đội hình B và C hiện thi đấu tại các giải đấu cấp thấp của Tây Ban Nha:
- Villarreal CF B  - Đội xếp thứ nhì tại Segunda División B - Nhóm 3
- Villarreal CF C  - Đội xếp thứ ba tại Tercera División, Nhóm 6
- Đội hình bóng đá nữ Villarreal CF.